# A Year and Change
A Year and Change é um filme independente dos Estados Unidos lançado em 2015. Foi filmado em Maryland, em dezembro de 2013.

## Sinopse
Durante uma festa de Ano Novo, Owen (Bryan Greenberg), cai de um telhado, após o acidente resolve fazer algumas mudanças em sua vida: Para de beber, começa a conhecer seu filho distante, renova velhas amizades e se apaixona.

## Elenco
| Ator/Atriz       | Papel              |
| ---------------- | ------------------ |
| Bryan Greenberg  | Owen               |
| T.R. Knight      | Kenny              |
| Marshall Allman  | Victor             |
| Jamie Hector     | Todd               |
| Kat Foster       | Cindy              |
| Jamie Chung      | Pam                |
| Natasha Rothwell | Angie              |
| Drew Shugart     | Adam               |
| Dan Thiel        | Peter              |
| Kate Sanford     | Tia Claire         |
| Woody Schultz    | Martin             |
| Alison Whitney   | Melissa            |
| Laurie Folkes    | Srta. Wheeler      |
| Cassidy Thornton | Kimmy              |
| Walker Babington | Antique Shop Owner |
| Cruz Kim         | Tim kim            |

## Recepção
Travis M. Andrews, em sua crítica para a Paste Magazine disse que "o filme  sofre de escrita desajeitada sobrecarregada com ambos os clichês e histórias (...) No entanto, há uma exploração interessante do divórcio." Frank Scheck do The Hollywood Reporter avaliou como "um conto comovente de redenção pessoal é entregue com subtileza admirável e complexidade na estreia na direção de Stephen Suettinger".